# Odločitveno drevo
Odločitveno drevo je grafičen pripomoček za odločanje, ki po obliki spominja na biološko drevo. V odločitvenem drevesu so narisane vse možne izbire in pripadajoče posledice, lahko pa so prikazani tudi stroški odločitev in njihove verjetnosti.  

### Prednosti in slabosti odločitvenih dreves
Prednosti:
- So preprosta za razumevanje
- Primerna so za nadgradnjo
- Odpornost na šum v podatkih
- Dovoljujejo uporabo nepopolnih učnih podatkov

Slabosti:
- Pravokotna omejitev
- Zvezne podatke je potrebno pretvoriti v diskretne
- Razmeroma preprosti problemi imajo obsežne grafe